# Metula cumingi
Espèce
Metula cuminii est une espèce de mollusques gastéropodes appartenant à la famille des Buccinidae.
Il vit dans les eaux baignant les côtes ouest de l’Afrique, notamment au large du Sénégal et du Gabon. Sa coquille peut atteindre 5 cm de longueur.